# Imene (mitologia)
Imene (o Imeneo, in greco Ὑμέναιος Hymènaios) è un personaggio della mitologia greca.

## Mitologia
Era figlio di Apollo e di una musa o forse, secondo altre tradizioni, di Dioniso e della dea Afrodite, oppure di Piero e Clio: sarà uno dei giovinetti amati dallo stesso Apollo.
Nella tradizione greca, Imene camminava alla testa di ogni corteo nuziale, e proteggeva il rito del matrimonio.
Si narra che fosse un giovane di una fulgida bellezza.
Durante un'aggressione di pirati, le ragazze di Atene furono rapite, e assieme a loro vi era un solo maschio, Imene, che era stato scambiato per una femmina. Riuscì nell'impresa di liberare le donne e di sgominare i malviventi.
Secondo il mito, Imene perse la voce durante le nozze di Dioniso.